# Biennale d'art contemporain du Havre
 (avril 2021).
 (avril 2021).
Si vous disposez d'ouvrages ou d'articles de référence ou si vous connaissez des sites web de qualité traitant du thème abordé ici, merci de compléter l'article en donnant les références utiles à sa vérifiabilité et en les liant à la section « Notes et références ».
 (avril 2021).
La mise en forme du texte ne suit pas les recommandations de Wikipédia : il faut le « wikifier ».
Les points d'amélioration suivants sont les cas les plus fréquents. Le détail des points à revoir est peut-être précisé sur la page de discussion.
- Les titres sont pré-formatés par le logiciel. Ils ne sont ni en capitales, ni en gras.
- Le texte ne doit pas être écrit en capitales (les noms de famille non plus), ni en gras, ni en italique, ni en « petit »…
- Le gras n'est utilisé que pour surligner le titre de l'article dans l'introduction, une seule fois.
- L'italique est rarement utilisé : mots en langue étrangère, titres d'œuvres, noms de bateaux, etc.
- Les citations ne sont pas en italique mais en corps de texte normal. Elles sont entourées par des guillemets français : « et ».
- Les listes à puces sont à éviter, des paragraphes rédigés étant largement préférés. Les tableaux sont à réserver à la présentation de données structurées (résultats, etc.).
- Les appels de note de bas de page (petits chiffres en exposant, introduits par l'outil «  Source ») sont à placer entre la fin de phrase et le point final[comme ça].
- Les liens internes (vers d'autres articles de Wikipédia) sont à choisir avec parcimonie. Créez des liens vers des articles approfondissant le sujet. Les termes génériques sans rapport avec le sujet sont à éviter, ainsi que les répétitions de liens vers un même terme.
- Les liens externes sont à placer uniquement dans une section « Liens externes », à la fin de l'article. Ces liens sont à choisir avec parcimonie suivant les règles définies. Si un lien sert de source à l'article, son insertion dans le texte est à faire par les notes de bas de page.
- La présentation des références doit suivre les conventions bibliographiques. Il est recommandé d'utiliser les modèles {{Ouvrage}}, {{Chapitre}}, {{Article}}, {{Lien web}} et/ou {{Bibliographie}}. Le mode d'édition visuel peut mettre en forme automatiquement les références.
- Insérer une infobox (cadre d'informations à droite) n'est pas obligatoire pour parachever la mise en page.

Pour une aide détaillée, merci de consulter Aide:Wikification.
Si vous pensez que ces points ont été résolus, vous pouvez retirer ce bandeau et améliorer la mise en forme d'un autre article.
La biennale d'art contemporain du Havre est une manifestation artistique d'art contemporain organisée par le groupe Partouche se déroulant au Havre (Seine-Maritime, France). Sa première édition a eu lieu en 2006.

## Origine de la manifestation
La première Biennale a été organisée par le Groupe Partouche à l'occasion de l'inauguration de son nouveau casino au sein de l'ancien Palais de la Bourse. Le choix du groupe Partouche par les instances publiques , dans la gestion du casino havrais, avait été décidé en 2000, sous condition qu'il organise une manifestation artistique majeure.[réf. nécessaire]

## Éditions

### Biennale de 2012,4eédition
La 4e édition de la biennale d’art contemporain du Havre a débuté le 29 septembre 2012 avec pour thème les graffs et le street art.

### Biennale de 2010,3eédition
La 3e édition de la biennale d’art contemporain du Havre s'est déroulée du 1er au 31 octobre 2010. Le thème en était: les relations actuelles liant la bande dessinée à l’art contemporain.
Y sont présentées les œuvres de Vaughn Bodé, Jochen Gerner, Ilan Manouach, Frédéric Magazine, Ruppert & Mulot, Gerard Deschamps, le collectif Atrabile.

### Biennale de 2008,2eédition
La seconde édition s'est déroulée du 1er au 30 juin 2008, l'artiste hollandais Ger van Elk et le Français David Perreau, représentant Le Spot, Centre d'art contemporain du Havre, en furent les commissaires.  
Cette édition de la Biennale marque par la création du prix Partouche du court métrage expérimental.

### Biennale de 2006,1reédition
Le thème de cette première biennale est : Les relations entre la ville et les arts visuels, l'architecture et le design. Il s'agit du même thème qu'une précédente biennale organisée à Montréal. C'est pour cette raison que le commissaire de la Biennale du Havre fut Claude Gosselin, directeur général et artistique du Centre International d’Art Contemporain (CIAC) de Montréal.